# Portogallo ai Giochi della VIII Olimpiade
Il Portogallo partecipò ai Giochi della VIII Olimpiade, svoltisi a Parigi dal 4 maggio al 27 luglio 1924,  
con una delegazione di 28 atleti impegnati in 8 discipline,
aggiudicandosi 1 medaglia di bronzo.

## Medagliere

### Per discipline
| Sport       | Oro | Argento | Bronzo | Totale |
| ----------- | --- | ------- | ------ | ------ |
| Equitazione | 0   | 0       | 1      | 1      |
| Totale      | 0   | 0       | 1      | 1      |

### Medaglie
| Medaglia | Atleta                                                               | Sport       | Evento                   |
| -------- | -------------------------------------------------------------------- | ----------- | ------------------------ |
| Bronzo   | Aníbal de Almeida Hélder Martins José de Albuquerque Luís de Meneses | Equitazione | Salto ostacoli a squadre |